# Masaki Cučihaši
Masaki Cučihaši (* 23. červenec 1972) je bývalý japonský fotbalista.

## Klubová kariéra
Hrával za Urawa Reds.

## Reprezentační kariéra
Masaki Cučihaši odehrál za japonský národní tým v roce 1996 celkem 1 reprezentační utkání.

## Statistiky
| Japonsko | Japonsko | Japonsko |
| Roky     | Záp.     | Góly     |
| -------- | -------- | -------- |
| 1996     | 1        | 0        |
| Celkem   | 1        | 0        |